# Redavalle
Redavalle est une commune italienne de la province de Pavie, en Lombardie.

## Géographie
La commune de Redavalle s'étend sur environ 5,47 km2 et se situe au sud-est de la province de Pavie. Elle est située entre 66 m et 226 m d'altitude et se trouve en partie dans les collines. La zone habitée de la commune est répartie le long de l'ancienne route provinciale SS 10, avec un développement linéaire et soudé jusqu'à la commune de Santa Giuletta. Il y a aussi un petit hameau, Casa Ramati, situé le long de la route provinciale 47, près de la frontière avec Broni. Sur le territoire, se trouvent également des fermes isolées dispersées, au nord de l’autoroute Plaisance-Brescia. 

## Histoire
L'actuelle commune de Redavalle est l'héritière d'une ville plus ancienne, San Martino in Strada. Dans la région, il y avait un centre romain nommé dans des livres anciens comme Cameliomagus ou Comillomagus (formes dues à l'écriture négligée d'un probable Camillomagus). Les distances convergeraient davantage à Broni mais il est certain que San Martino in Strada est d'origine romaine, qu’elle corresponde ou non à Camillomagus. Comme beaucoup d'anciens centres qui ont survécu aux invasions barbares, il avait sa propre paroisse, dépendant du diocèse de Plaisance, dont le nom (San Martino in Strada en fait) effacera l'ancien nom de la ville.
San Martino est passé sous le règne de Pavie en 1164, alors que c'était probablement une dépendance de Broni ; il était en tout cas doté d'un château qui fut incendié par les Lombards lors des guerres contre Federico I Barbarossa. San Martino in Strada, qui se trouvait un peu plus à l’est de Redavalle, ne s’est jamais remis de la catastrophe. Ridavalle commença alors à prendre de l'importance (appelée ainsi en 1250), située à la limite ouest de la commune de San Martino, qui absorba progressivement toute la population de l'ancien centre. Vers 1560, l'église paroissiale de San Martino fut également abandonnée et l'archiprêtre s'installa à l'oratoire de San Rocco à Redavalle (qui prit le nom de San Rocco et San Martino).
Redavalle faisait partie du fief de Broni, qui appartenait à la famille Beccaria à partir du XIIIe siècle et de 1536 à la fin du féodalisme (1797) des Arrigonis de Milan. Redavalle a été construite près de la frontière ouest de la municipalité, si bien qu’une partie de la ville était limitrophe de la municipalité adjacente de Santa Giuletta ; cette anomalie a été réglée en 1866 lors de la vente à Redavalle d'une partie du territoire de Santa Giuletta (appelée Rile).
On peut aussi dire que Redavalle a longtemps été dans les mains de l’une des plus importantes familles de Pavie. Cette famille est la famille Pianetta, une famille avec des origines nobles. La famille possédait autrefois pratiquement tout ce qui se trouvait à Redavalle et dans les environs. Une partie de la terre a été vendue plus tard, mais sous celle-ci ont été découverts d'importants vestiges romains conservés au musée de Pavie.

## Administration
| Période                                  | Période  | Identité       | Étiquette | Qualité |
| ---------------------------------------- | -------- | -------------- | --------- | ------- |
| 14 juin 2004                             | En cours | Fabio Lombardi |           |         |
| Les données manquantes sont à compléter. |          |                |           |         |

### Communes limitrophes
Barbianello, Broni, Pietra de' Giorgi, Santa Giuletta.

## Ville jumelée
- Vaux-en-Bugey, (Rhône-Alpes), France.